# Euphalacra
Euphalacra és un gènere de papallones nocturnes de la subfamília Drepaninae.

## Taxonomia
- Euphalacra trifenestrata Swinhoe, 1902
- Euphalacra semisecta Warren, 1922
- Euphalacra discipuncta Holloway, 1976
- Euphalacra lacunata Holloway, 1998
- Euphalacra nigridorsata Warren, 1897
- Euphalacra nigridorsoides Holloway, 1998
- Euphalacra postmediangulata Holloway, 1998